# Chinatown (Chicago)
Pour les articles homonymes, voir Chinatown.
Chinatown est le principal quartier chinois de la ville de Chicago aux États-Unis. Il se trouve dans le secteur d'Armour Square (au sud-ouest du secteur financier du Loop), sur une vaste zone située entre Cermak Avenue et Wentworth Avenue. Chinatown jouxte le quartier de South Loop à l'est.

## Démographie
Le Bureau du recensement des États-Unis indique que la population du quartier chinois de Chicago a augmenté de 26 % entre 2000 et 2010. Et 90 % des personnes qui vivent ici sont d'origine chinoise, parmi lesquelles de nombreux immigrants récents. C'est en contraste frappant avec les quartiers chinois de New York, Boston et San Francisco où le nombre d'immigrants est en baisse.
Selon le recensement de 2010, le census tract 8411 qui représente Chinatown, comprend 7 254 habitants dont 6 283 Chinois, soit 87 % de la population. En 2013, environ 8 000 habitants vivaient dans le quartier chinois et 90% étaient d'origine chinoise. À cette date, de nombreux résidents étaient des retraités.
En 1990, environ 10 000 Chinois vivaient dans le quartier des affaires de Chinatown et dans la zone située au sud de la 26e rue, plus un certain nombre d'Italo-Américains qui vivaient également dans le quartier.

## Histoire
Les premiers immigrants chinois sont arrivés à Chicago à la fin des années 1870 : il s'agissait principalement d'anciens ouvriers qui travaillaient dans des mines et à la construction de chemins de fer dans l'Ouest américain. Avec la Révolution communiste en Chine et l'assouplissement des règles de l'immigration aux États-Unis, la population du quartier augmenta fortement dans les années 1950-1960.
Actuellement, le chinatown de Chicago est le troisième du pays par le nombre d'habitants, derrière ceux de New York et de San Francisco. Il accueille toujours des immigrés venant de Taïwan et de Chine.
Le quartier est doté d'un musée chinois (Ling Long Museum) qui abrite des archives historiques avec photos, témoignages et documentations sur l'histoire des premiers immigrants chinois arrivés dans la ville vers 1870, longtemps après les premiers peuplements de la Californie, de l'Oregon et de Washington, et ceux de la seconde vague d'immigration, qui vinrent s'établir dans les années 1950 et 1960, après la victoire de la révolution communiste de Mao Zedong en Chine.

## Présentation
Le quartier chinois de Chicago est comme dans beaucoup de villes américaines, très caractéristique, avec son hôtel de ville chinois, son temple chinois et son musée. Le quartier chinois est également réputé pour ses nombreuses banques, ses restaurants chinois, ses boutiques, ses épiceries, ses magasins de médecine chinoise et possède un grand nombre de services qui s'adressent aux personnes qui s'intéressent à la culture chinoise, y compris des écoles pour apprendre à parler le chinois, en particulier le dialecte cantonais.
Il s'agit d'un centre pour la communauté chinoise dans la ville de Chicago, un centre d'affaires pour le chinois dans le Midwest, ainsi qu'une destination populaire pour les touristes et la population locale. On peut y voir des peintures murales relatant l'histoire de coolies aux États-Unis, le Pui Tak Center, le Chinese-American Museum of Chicago, le Ping Tom Memorial Park (jardins chinois le long de la rivière Chicago).
Le quartier est accessible par la ligne rouge du métro de Chicago à la station Cermak-Chinatown.

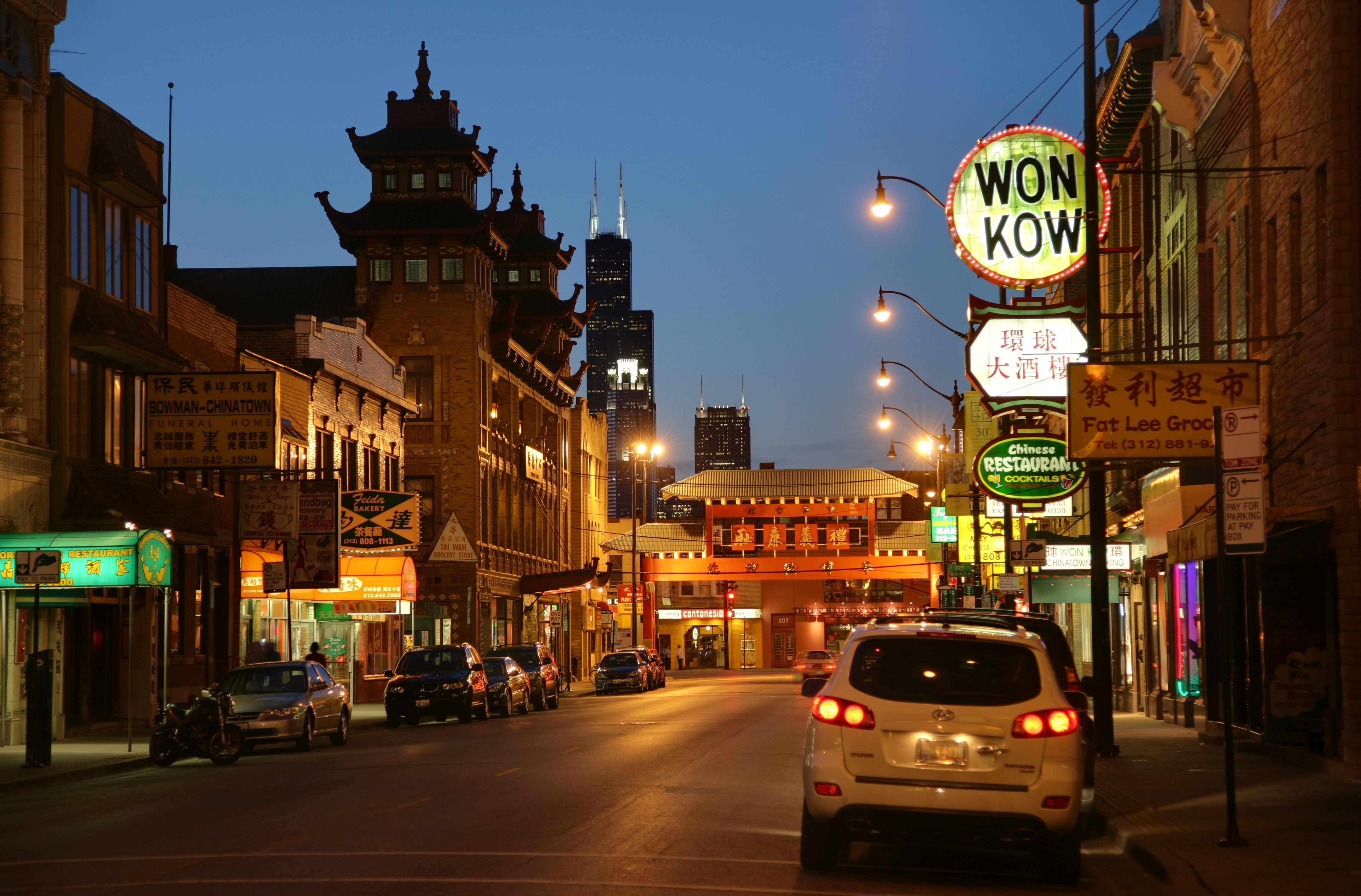
Wentworth Avenue de nuit.
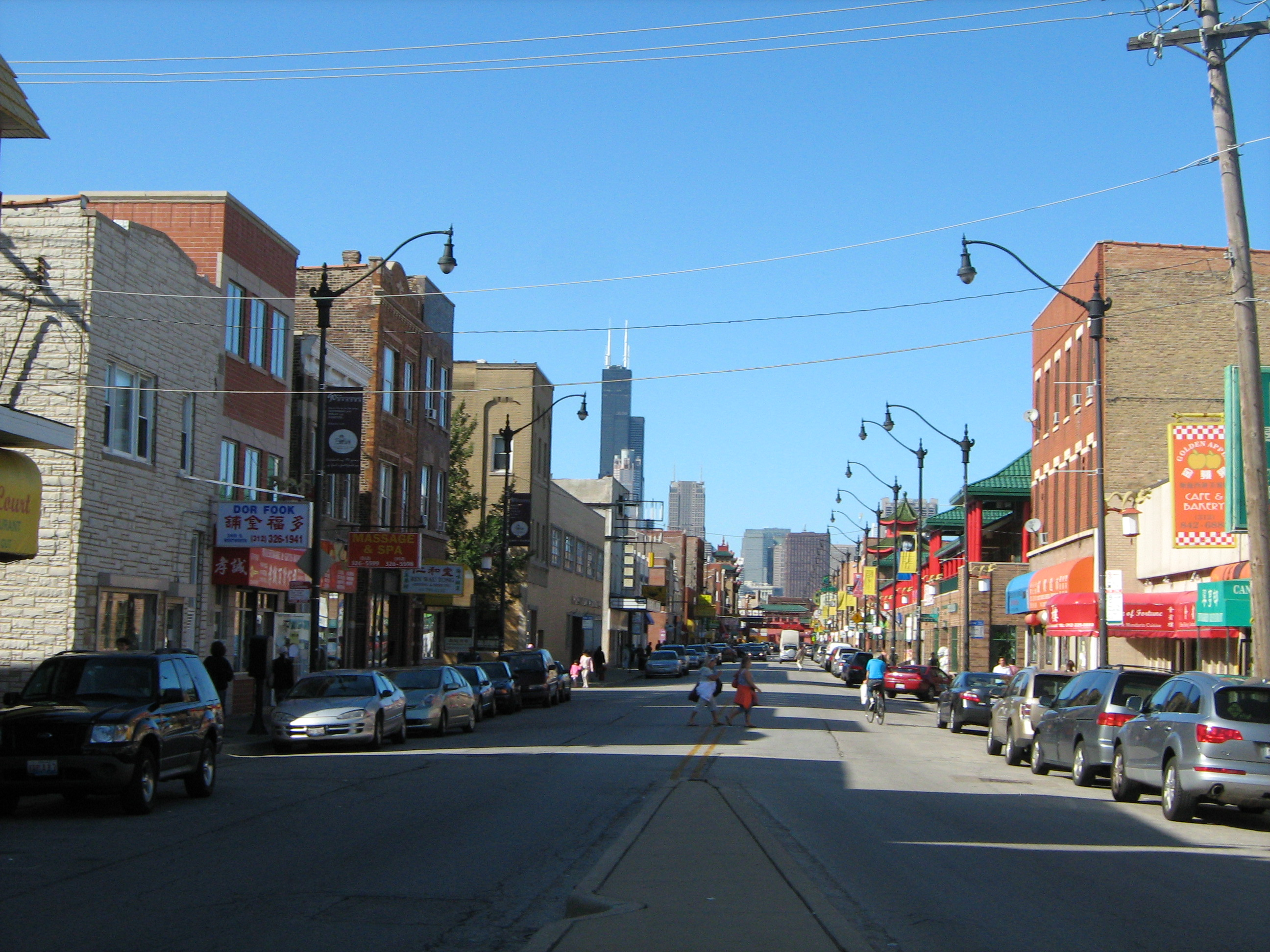
Vue sur la Willis Tower depuis le centre du quartier.
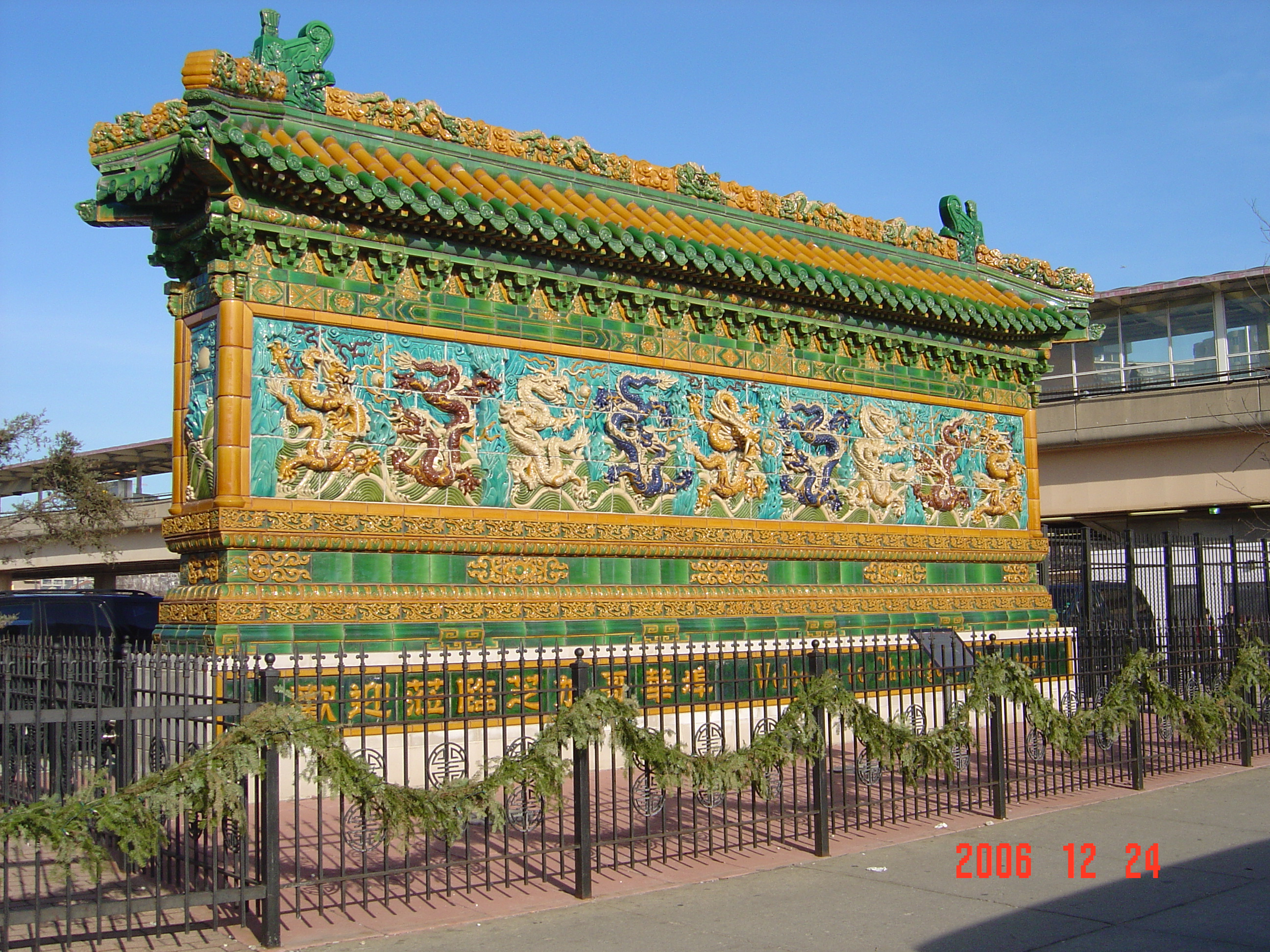
Le Nine Dragon Wall.
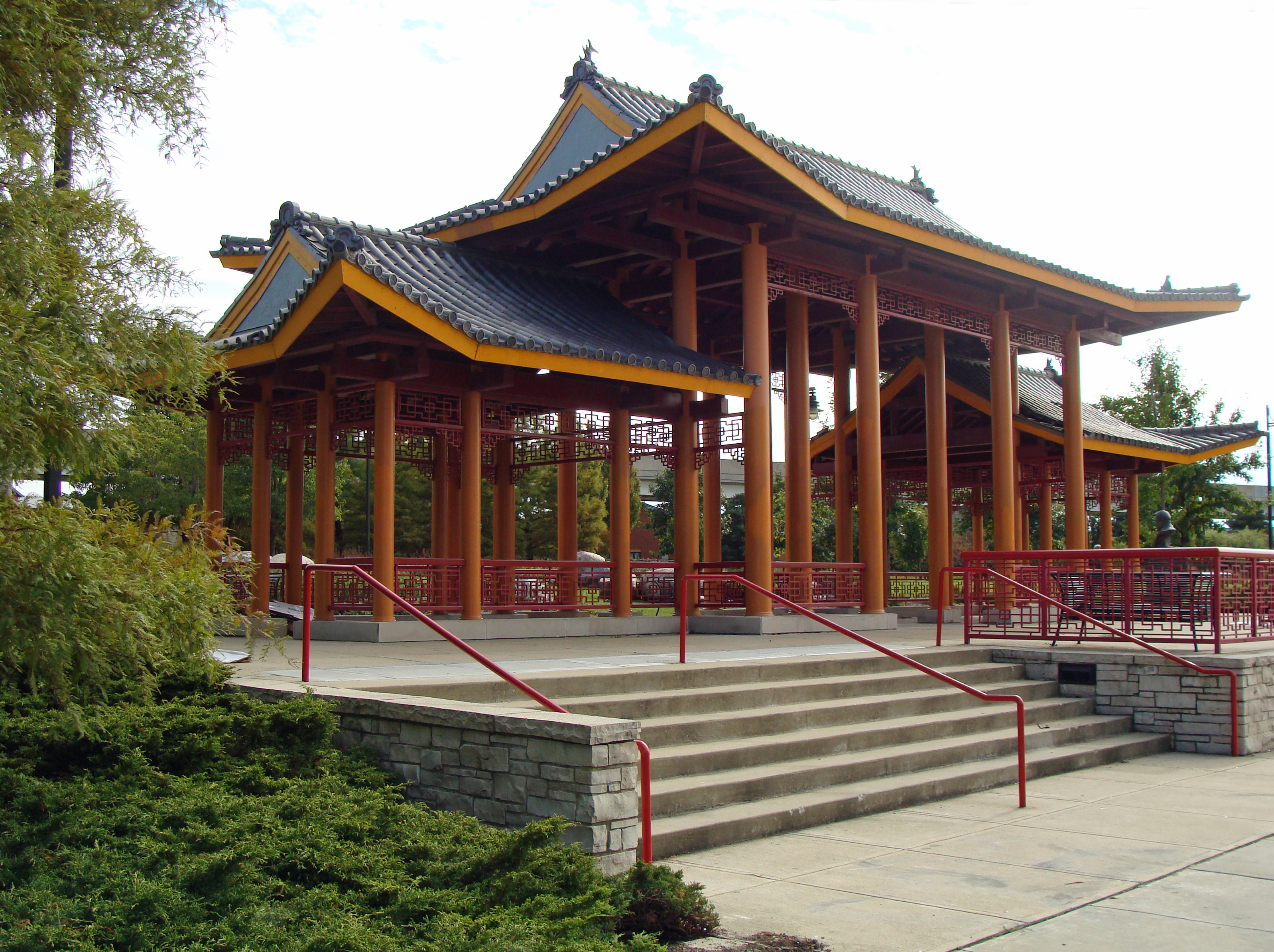
Pavillon du Ping Tom Memorial Park.
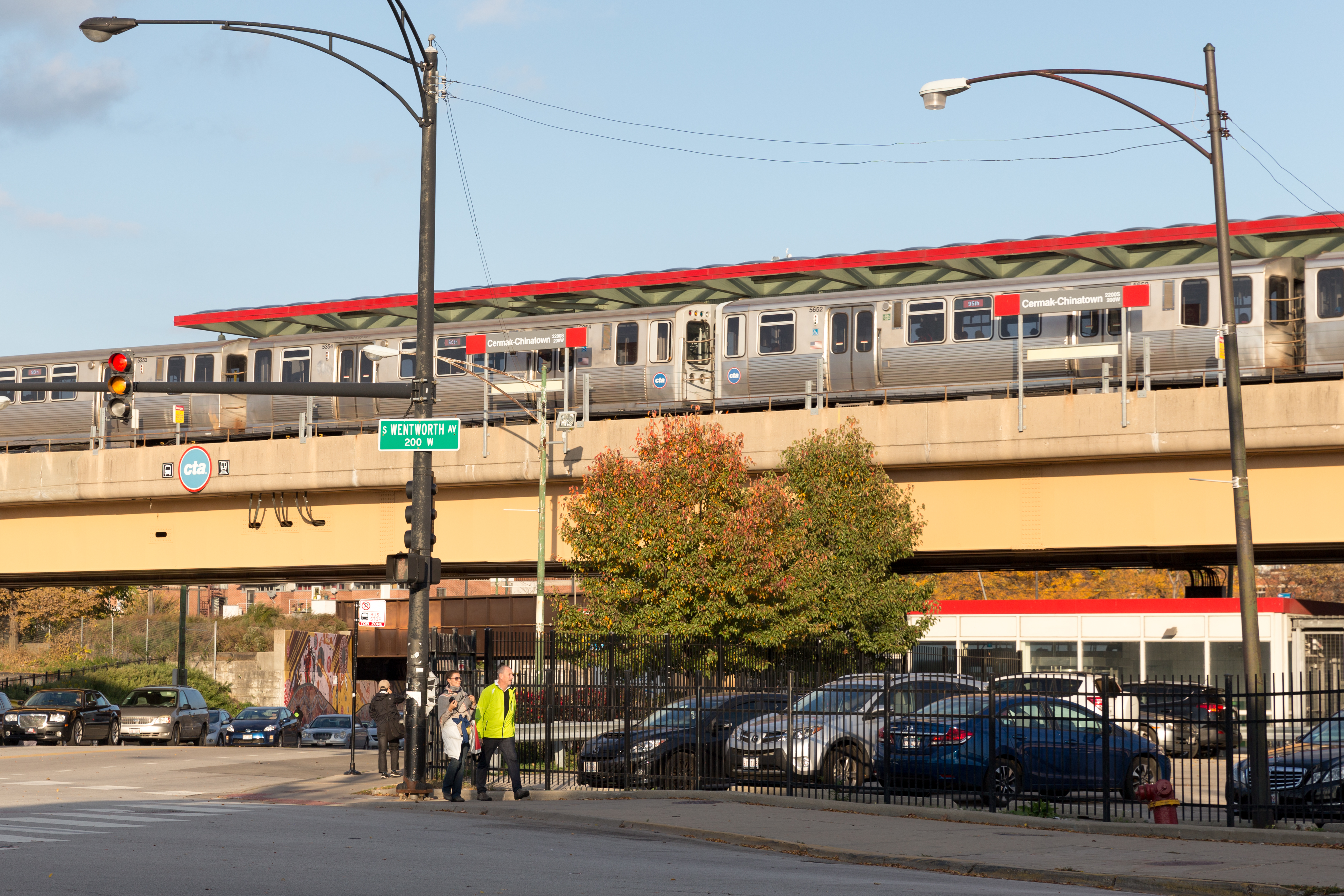
Vue sur la station Cermak-Chinatown.

## Monuments et centres d'intérêt

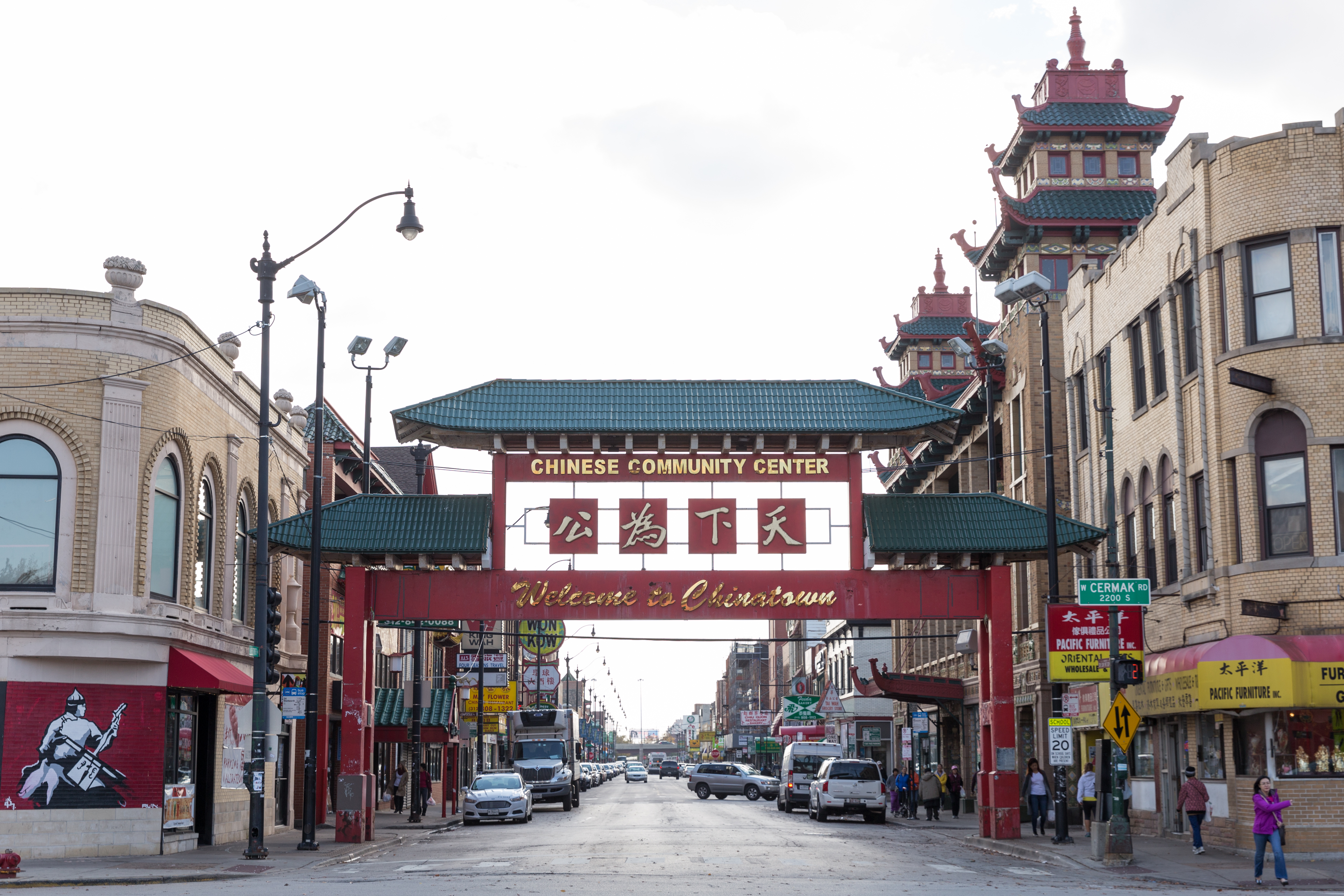
Porte de Chinatown.

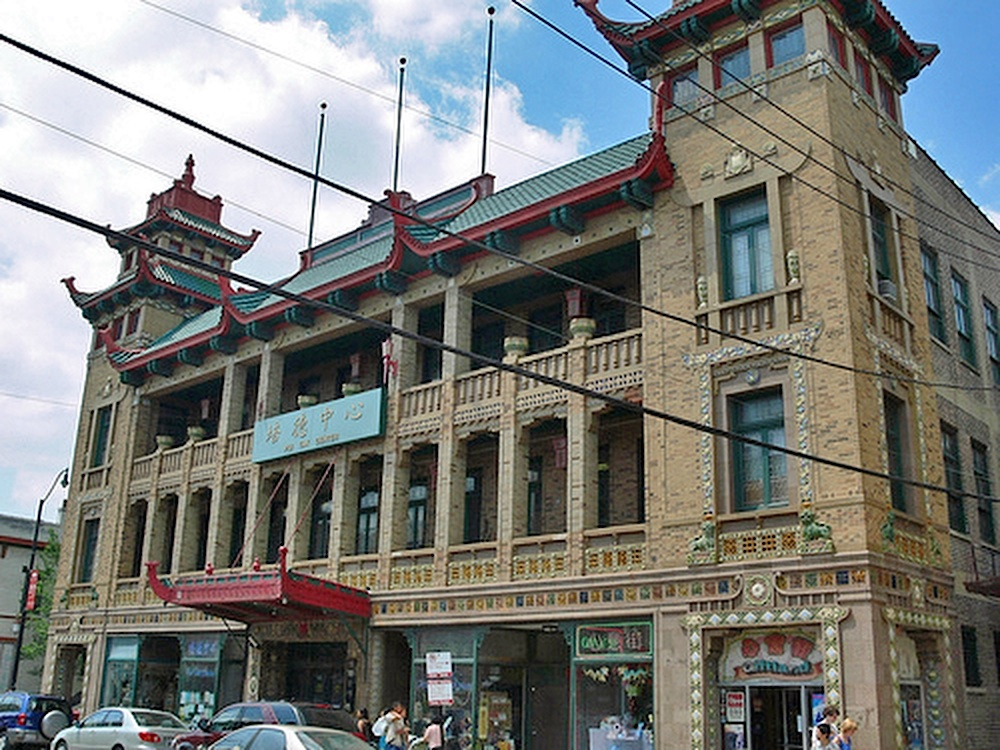
Le Pui Tak Center, un immeuble emblématique du quartier.

- Le Chinatown Mural, une murale montrant l'histoire des immigrants chinois aux États-Unis
- Chinatown Square, centre commercial ouvert en 1993. Décoré avec des sculptures d'animaux dans le zodiaque chinois.
- La Wentworth Avenue, principale avenue commerçante du quartier, avec des boutiques, des restaurants et des sites d'intérêt, dont la Porte de Chinatown.
- Le Pui Tak Center a été désigné Chicago Landmark (CL) le 1er décembre 1993 par la ville de Chicago. Il s'agissait à l'origine de la chambre de commerce du quartier et s'appelait On Leong Merchants Association Building.
- Le musée sino-américain de Chicago (Chinese-American Museum) mène des recherches et expose des objets et des images sur l'histoire des chinois dans le Midwest américain. Le musée a subi un incendie le 19 septembre 2008 et a été temporairement fermé. Grâce à un fort soutien communautaire, il a rouvert à l'automne 2010 avec des installations améliorées.
- Le Ping Tom Memorial Park, ouvert en 1999 avec des jardins chinois sur le bord nord de Chinatown le long de la rivière Chicago.
- L'Engine 8 Firehouse, caserne de pompiers du Chicago Fire Department, est utilisée dans le film Backdraft, réalisé par Ron Howard et sorti en 1991.
- Porte de Chinatown, qui enjambe l'avenue Wentworth à l'intersection de Cermak Road, conçue par Peter Fung.